# Cot (Muara Tiga)
Cot is een bestuurslaag in het regentschap Pidie van de provincie Atjeh, Indonesië. Cot telt 2154 inwoners (volkstelling 2010).